# Relações entre Rússia e Sudão
As relações entre a Rússia e o Sudão referem-se às relações bilaterais entre a Rússia e o Sudão. A Rússia tem uma embaixada em Cartum e o Sudão tem uma embaixada em Moscou.
Por décadas, a Rússia e o Sudão mantiveram uma forte parceria estratégica econômica e política. Devido à solidariedade tanto com os Estados Unidos como com a União Soviética e com os aliados dos dois países, o Sudão declarou neutralidade e escolheu a participação no Movimento Não-Alinhado durante a Guerra Fria. As relações russo-sudanesas foram danificadas quando, em 1971, os membros do Partido Comunista do Sudão tentaram assassinar o então presidente Gaafar Nimeiry; Nimeiry colocou a culpa sobre a União Soviética, aumentando assim as relações do Sudão com o Ocidente. As relações seriam danificadas novamente quando o Sudão apoiou os mujahaddens no Afeganistão quando a União Soviética invadiu o país em 1979.
Devido a um inimigo comum (os Estados Unidos), a cooperação diplomática entre os dois países dramaticamente volta aos trilhos durante a década de 1990 e início de 2000, quando Vladimir Putin foi eleito presidente, e em seguida, primeiro-ministro da Rússia, e juntamente com o líder chinês Hu Jintao se opuseram as forças de paz das Nações Unidas em Darfur. A Rússia apoia firmemente a integridade territorial do Sudão e se opõe à criação de um Estado independente de Darfur. Além disso, a Rússia é mais forte parceiro de investimentos no Sudão (da Europa) e aliado político na Europa; a Rússia tem considerado repetidamente e significativamente o Sudão como um importante aliado global no continente africano. Por décadas, estudantes universitários sudaneses estudam em universidades russas. 